# Djurhuus
Djurhuus är en färöisk släkt. 
Den kom till Färöarna från Danmark med Christen Jensen Djurhuus (1708–1775), som var prost på Eysturoy. Christen Jensen Djurhuus sonson, diktaren Jens Christian Djurhuus (1773–1853), är förfader till flera av öarnas främsta författare och politiker:
- Jens Hendrik Djurhuus (1799–1892), politiker, son till Jens Christian
- Andreas Djurhuus (1817–1879), präst, bror till Hans Olaus och Johan Christian
- Hans Olaus Djurhuus (1822–1866), politiker, bror til Andreas och Johan Christian
- Johan Christian Djurhuus (1834–1918), politiker, bror till Andreas och Hans Olaus
- Niclas J. Djurhuus (1865–1952), politiker
- Janus Djurhuus (1881–1948), författare, bror till Hans A.
- Hans A. Djurhuus (1883–1951), författare, bror till Janus
- Kristian Djurhuus (1895–1984), politiker, far till Johan
- Hákun Djurhuus (1908–1987), politiker, syskonbarn till Janus och Hans A.
- Johan Djurhuus (1918–1998), jurist, son till Kristian
- Sverri Djurhuus (1920–2003), författare, barnbarnsbarn till Jens Hendrik
- Tummas Napoleon Djurhuus (1928–1971), författare, bror till Sverri
- Njål Djurhuus (1941–), frälsningsofficer
- Rune Djurhuus (1970–), norsk schackspelare